# Moše Barazani
Moše Barazani či též Barzani (hebrejsky משה ברזני‎, ‎14. června 1926, Bagdád – 21. dubna 1947, Jeruzalém) byl kurdský Žid, který žil v Jeruzalémě v britské mandátní Palestině, kde se stal členem židovské ozbrojené podzemní revizionistické skupiny Lechi (též známé pod názvem Sternova skupina). Ve dvaceti letech byl pro držení ručního granátu a úmysl zabít britského vojenského velitele Jeruzaléma odsouzen britským vojenským soudem k trestu smrti oběšením. Patří tak mezi olej ha-gardom, což je označení pro členy židovských předstátních revizionistických skupin, které Britové odsoudili k tomuto druhu trestu. Spolu se svým spoluvězněm Me'irem Feinsteinem z Irgunu se měli stát prvními Židy popravenými Brity v Jeruzalémě. To ale nechtěli připustit, a tak v předvečer popravy spáchali v cele sebevraždu, když mezi sebou odpálili výbušninu, kterou jim do vězení propašovali jejich přátelé ve vydlabaných pomerančích. Barazaniho a Feinsteinův osud se podle Ja'ira Šelega z deníku Ha'arec stal „jedním z nejslavnějších příběhů hrdinství v dějinách sionismu“.

## Biografie
Narodil se 14. června 1926 v Bagdádu do početné rodiny kurdských Židů, pocházejících ze severu tehdejšího Iráckého království. V roce 1932 se v šesti letech spolu s rodiči a čtyřmi bratry přestěhoval do Jeruzaléma v britské mandátní Palestině, kde žili v jednopokojovém bytě ve Starém Městě. Rodina byla chudá a jeho otec, rabín a kabalista Avraham Barazani, se v synagoze Bejt El pokoušel v kabalistickém spisu Zohar nalézt tajemství židovské spásy. Moše Barazani již od útlého věku pracoval, aby vypomáhal rodině, kvůli čemuž zanechal školy. Nejprve pracoval jako tesařský učeň, posléze v továrně na nealkoholické nápoje.

### Aktivity v Lechi a soud

Symbol Lechi

Jeho láska a vztah k zemi izraelské jej v raném věku přivedla do revizionisticko-sionistické skupiny Lechi (někdy též známá jako Sternova skupina podle jejího zakladatele Avrahama Sterna), jež byla jednou ze tří ozbrojených podzemních sionistických organizací, které bojovaly proti Britům s cílem získat nezávislost a vytvořit židovský stát (další dvě byly Irgun a Hagana). Ze zmíněných organizací byla Lechi nejmenší a zdaleka nejradikálnější. Na svědomí měla bankovní loupeže, bombové útoky a atentáty (mimo jiné na britského ministra kolonií lorda Moyna v roce 1944). Zaměřovala se především proti Britům, ale i proti Arabům, a na svědomí měla také židovské životy. Britská mandátní správa, většina palestinských Židů i jejich vedení ji považovalo za teroristickou organizaci.
V této skupině již působil jeho starší bratr Ša'ul. Moše Barazani, jakožto člen Lechi, nejprve vylepoval plakáty. Později se účastnil sabotážních operací skupiny namířených proti Britům, včetně podminování železnice poblíž arabské vesnice al-Malicha západně od Jeruzaléma. Dne 9. března 1947 byl ve večerních hodinách překvapen britskou vojenskou hlídkou, když procházel ulicemi jeruzalémské čtvrti Mekor Baruch, nedaleko vojenského tábora Schneller Camp (v té době platil zákaz vycházení). Při prohlídce u něj vojáci nalezli ruční granát a zatkli jej. Příslušníci Lechi u sebe povinně nosili zbraň od té doby, kdy britští detektivové v roce 1942 zastřelili jejich vůdce Avrahama Sterna. Barazani však měl mít toho večera namířeno za vojenským velitelem města A. P. Davisem, na něhož chtěl spáchat atentát. Jiné okolnosti Barazaniho zatčení popisuje americký historik John Bowyer Bell, podle něhož byl zatčen poté, co hodil ruční granát na automobil britského důstojníka.
Barazani byl 17. března postaven před britský vojenský soud a obviněn z držení zbraně a úmyslu zabít britského vojenského velitele A. P. Davise. Odmítl právního zástupce, prohlásil, že neuznává autoritu soudu, a do soudního řízení se nezapojoval. Namísto toho si pročítal Tanach (hebrejskou bibli). Samotný proces trval 90 minut. Na jeho konci jej soud shledal vinným a odsoudil ho k trestu smrti oběšením. Když byl rozsudek vynesen, Barazani promluvil k soudcům a řekl:
| „ | Židovský národ vás vnímá jako svého nepřítele a cizí režim v naší domovině. My, Bojovníci za svobodu Izraele, s vámi bojujeme, abychom osvobodili domovinu. V této válce jsem padl do vašeho zajetí a nemáte právo mne soudit. Popravami nás nezastrašíte a nepovede se vám nás zničit! Můj lid a všechny národy, které utiskujete, budou bojovat proti vašemu impériu až do jeho zničení. | “ |

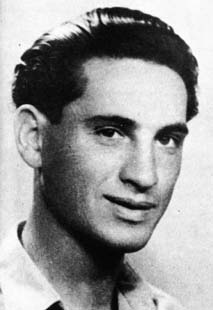
Barazaniho spoluvězeň Me'ir Feinstein

Následně povstal a začal zpívat ha-Tikvu, hymnu sionistického hnutí, ale přítomná stráž jej přerušila a odtáhla ze soudní síně. Poté byl umístěn v britském centrálním vězení v jeruzalémské čtvrti Migraš ha-Rusim, kde se jeho spoluvězněm stal devatenáctiletý Me'ir Feinstein z Irgunu. Toho Britové zatkli a odsoudili k trestu smrti oběšením za účast na bombovém útoku na železniční stanici v Jeruzalémě, která sloužila jako hlavní místo, skrze které do města přijížděli britští vojáci. Nebylo přitom běžné, umístit dva vězně na společnou celu. V tomto případě však byla učiněna výjimka, neboť Feinstein potřeboval výpomoc. Při útoku totiž utrpěl těžká zranění, jež vedla k amputaci jeho paže. Barazani a Feinstein pocházeli z odlišných poměrů a revizionistických skupin. Lišili se i z hlediska etnického: zatímco Barazani byl sefardský Žid z Bagdádu, Feinstein (v Jeruzalémě narozený sabra) měl aškenázské předky.

### Sebevražda

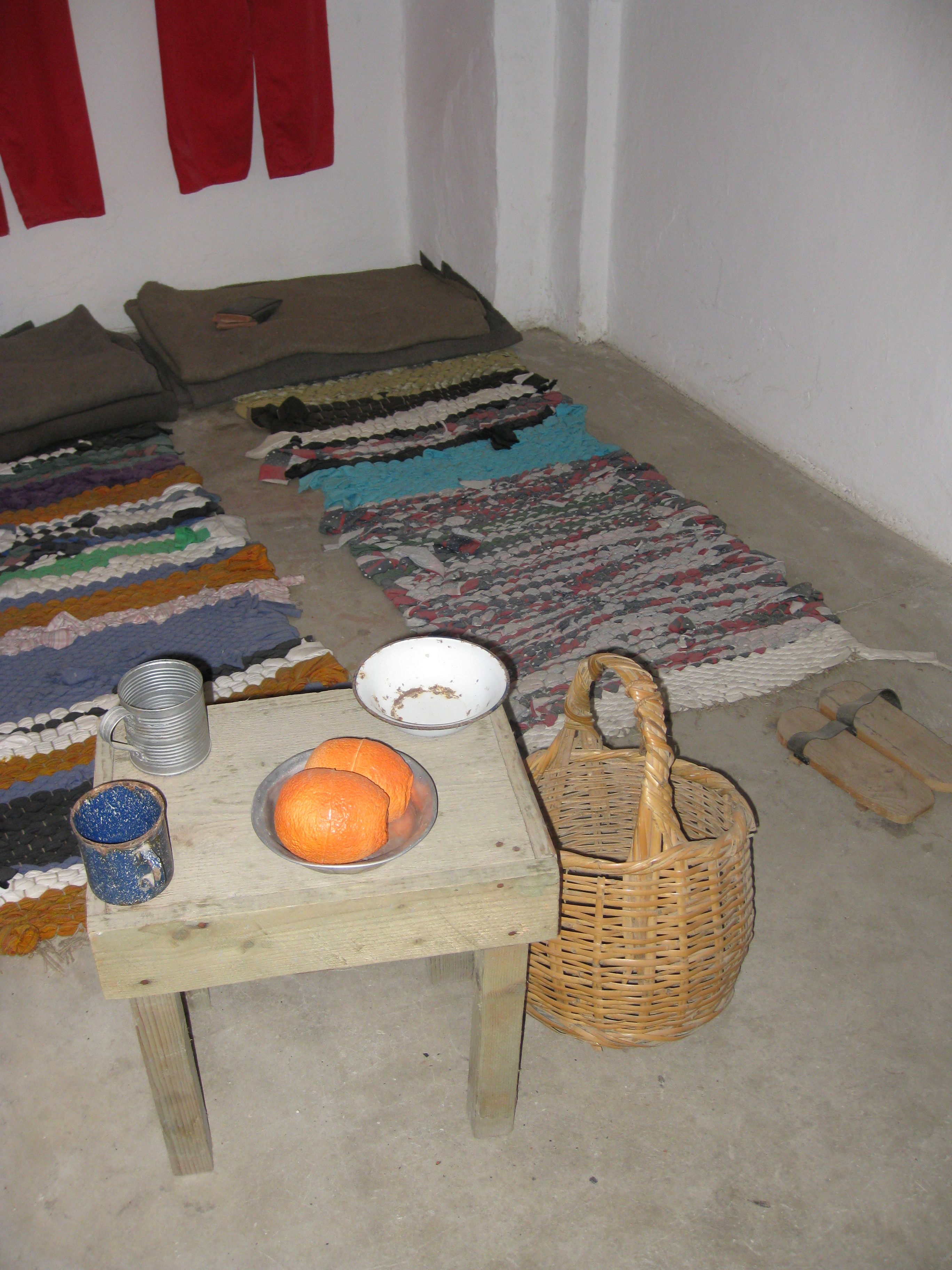
Rekonstrukce Barazaniho a Feinsteinovy cely v jeruzalémském Muzeu židovského odboje, kde dříve sídlilo britské centrální vězení

Poslední dny jejich života ovlivnila poprava Dova Grunera a tří dalších příslušníků Irgunu v britské věznici v Akku, k níž došlo 16. dubna 1947. Barazani a Feinstein se měli stát prvními Židy, které Britové popraví v Jeruzalémě, avšak rozhodli se, že něco takového nedopustí. Podařilo se jim poslat vzkaz spoluvězňům v jiné cele s žádostí o ruční granáty, kterými by těsně před popravou zabili sebe a popravčí u šibenice. Inspirovali se biblickým příběhem jejich společného hrdiny Samsona, který zemřel, když strhl sloupy chrámu, v němž hodovali jeho věznitelé – nepřátelští Pelištejci. Při tom zvolal: „Ať zhynu zároveň s Pelištejci!“ (תמות נפשי עם פלשתים‎). Tato myšlenka nebyla v revizionistických kruzích nová. Stejný plán měl původně Gruner, pro něhož se do vězení podařilo propašovat výbušninu v balících jídla. Když byl posléze odvezen k popravě do Akka, zůstala výbušnina v jeruzalémské věznici.
Když Barazaniho a Feinsteinův plán postupně schválilo vedení Lechi a Irgunu, začal pro ně spoluvězeň Eli'ezer Ben Ami z Lechi vyrábět improvizované výbušné zařízení. Podle původního plánu měla být výbušnina schována do krabiček modlitebních řemínků tfilin. Ukázalo se však, že by jí nedokázaly pojmout dostatečné množství. Ben Ami nakonec vymyslel, že by se výbušnina mohla ukrýt do pomerančů, které se ve vězení běžně konzumovaly. Z pomerančů odřízl horní část a vnitřek vydlabal. Následně jej napěchoval výbušninou a kovovými úlomky, instaloval rozbušku a zápalnou šňůru, a vrátil horní část. Dva takové pomeranče přeměněné v improvizované výbušné zařízení pak byly dvojici přineseny v košíku s ovocem a dalším jídlem, které v kuchyni připravovali vězni, aniž by jakkoli vzbudily pozornost stráží.
Dne 21. dubna 1947 byl v Jeruzalémě nařízen zákaz vycházení, což vedlo k dohadům, že budou Barazani a Feinstein brzy popraveni. Večer téhož dne přivedli Britové do vězení za odsouzenci rabína Ja'akova Goldmana, který byl Židovskou národní radou jmenován rabínem palestinských věznic a zahraničních britských internačních táborů. Goldman chtěl dvojici dodat odvahu a přislíbil jim, že s nimi následující den bude během popravy, která se měla uskutečnit ve 2.00 ráno. To Barazaniho s Feinsteinem šokovalo a neúspěšně se mu pokoušeli jeho úmysl rozmluvit. Svůj záměr mu však nemohli prozradit, aby jej nekompromitovali. Všichni tři pak na Feinsteinovu žádost zpívali modlitbu Adon olam, a když rabín odcházel, zpívala dvojice hymnu sionistického hnutí ha-Tikvu. S ohledem na nové skutečnosti a Goldmanovu jistou přítomnost při popravě se Barazani s Feinsteinem rozhodli změnit původní plán, aby neohrozili rabínův život. Poté ještě Feinstein věnoval britskému dozorci Thomasi Goodwinovi, kterému s Barazanimu přezdívali „dobrý žalářník“, svou Bibli s věnováním. V něm mimo jiné stálo: „Je lepší zemřít se zbraní v ruce, než žít s rukama nad hlavou.“ Dvacet minut před půlnocí, zhruba půl hodiny po Goldmanově odchodu, se oba muži postavili čelem k sobě a objali se. Barazani následně mezi jejich těla na úrovni srdce umístil pomeranče s výbušnými zařízeními a cigaretou zapálil zápalné šňůry. Následné dva výbuchy otřásly vězením a oba muži byli na místě mrtvi.

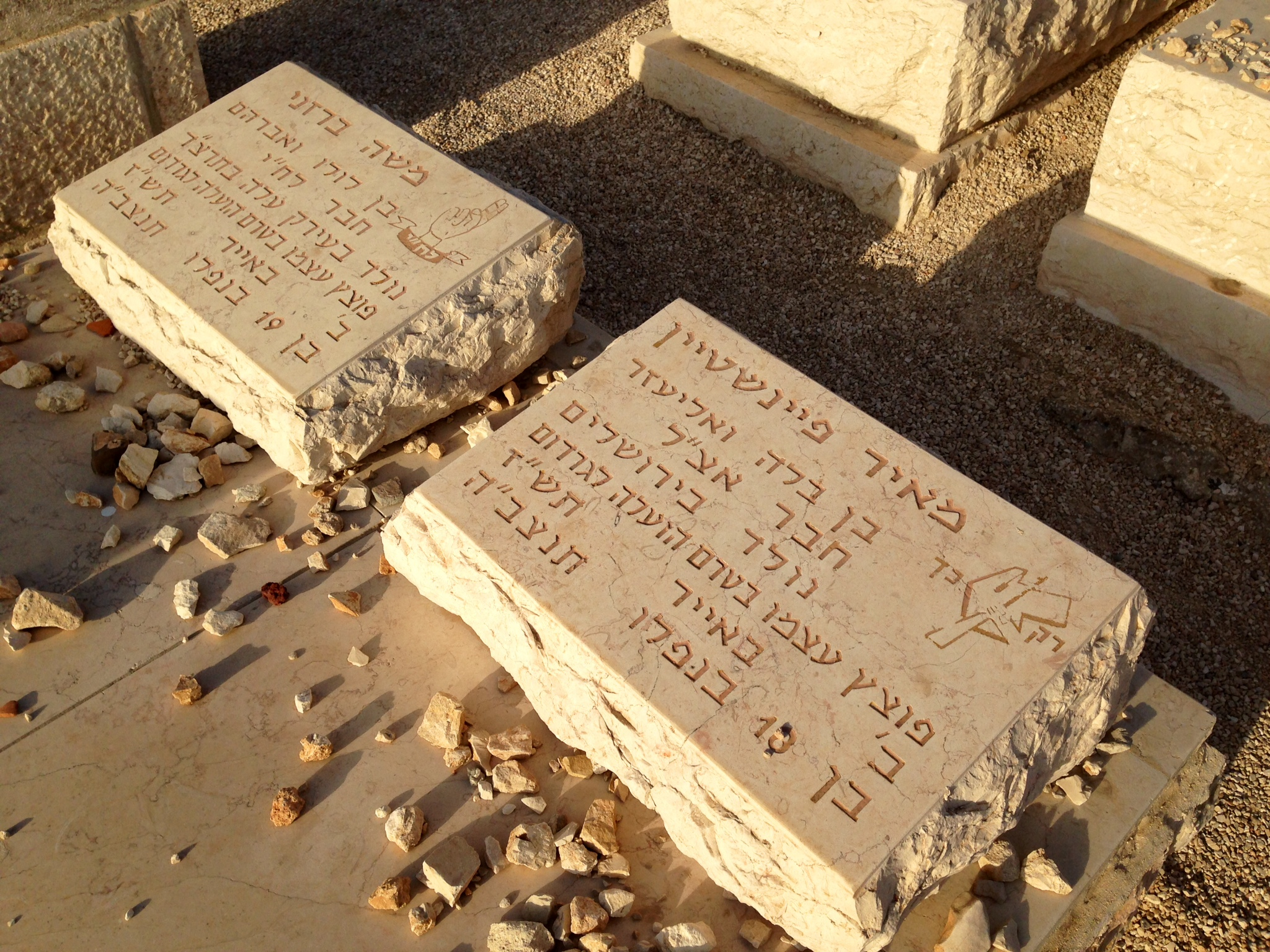
Barazaniho (vlevo) a Feinsteinův hrob na Olivové hoře v Jeruzalémě

Na pokyn palestinského vrchního aškenázského rabína Jicchaka ha-Levi Herzoga byli oba muži pohřbeni na Olivové hoře v Jeruzalémě, v části věnované obětem nepokojů v letech 1929 a 1936 až 1939. Pohřbu, který se uskutečnil 23. dubna, se směli zúčastnit jen nejbližší rodinní příslušníci, což představovalo rodiče obou mužů a Feinsteinovu snoubenku a bratra. Na pohřbu promluvil rabín Arje Levin a Feinsteinův bratr Benjamin. Barazaniho a Feinsteinův jarcajt (výročí úmrtí) připadá na druhý den židovského měsíce ijar.

## Památka
Osud Barazaniho a Feinsteina se podle Ja'ira Šelega z deníku Ha'arec stal „jedním z nejslavnějších příběhů hrdinství v dějinách sionismu“. Básník Natan Alterman, který jinak platil za oponenta Irgunu a Lechi, o dvojici napsal oslavnou báseň, která vyšla v deníku Davar. Článek v deníku skupiny Lechi připodobnil Barazaniho s Feinsteinem k bojovníkům Jodfatu a Masady, míst posledního vzdoru během první židovské války proti Římskému císařství. Vůdce revizionistické skupiny Irgun a pozdější izraelský premiér Menachem Begin byl skutkem těchto dvou mladých mužů natolik pohnut, že ve své poslední vůli požádal, aby byl po smrti pohřben po jejich boku na Olivové hoře. Přestože jsou vůdci národa pohřbíváni na Herzlově hoře, je Begin spolu s manželkou Alizou pochován vedle Barazaniho a Feinsteina.
Od počátku 70. let 20. století byly na počest olej ha-gardom (Židů z revizionistických skupin popravených Brity na šibenici) pojmenovávány ulice v městech po celém Izraeli. Barazaniho jméno nesou mimo jiné ulice v Tel Avivu, Jeruzalémě či Beerševě. V prosinci 1982 byla k uctění jeho památky vydána poštovní známka o nominální hodnotě 3 šekelů, a to v rámci série známek věnovaných dvaceti „mučedníkům boje za izraelskou nezávislost“. V roce 2007 se při příležitosti 60. výročí Barazaniho a Feinsteinovy smrti uskutečnil státní obřad v Muzeu židovského odboje (Museum of Underground Prisoners) v Jeruzalémě. Při té příležitosti se do Izraele vrátila Bible, kterou Me'ir Feinstein daroval dozorci Goodwinovi. Jeho syn ji po otcově smrti vrátil Feinsteinově rodině. Samotná Bible však zůstává v expozici muzea.